# العملة النوميدية
النقود النوميدية، تعتبر من أقدم العملات ونستطيع القول أن تاريخها يعود على الأقل إلى أكثر من 2200 سنة حيث كان أول من ضرب العملة الملك ماسينيسا وبعده سيفاكس يوبا الثاني وغيرهم.

## تاريخ
تجسد هذه النقود الموروث الثقافي لمملكة نوميديا حيث يلاحظ على وجه القطع النقدية صور الملوك على غرار ماسينيسا وسيفاكس ويوبا الثاني وبطليموس وغيرهم وعلى ظهرها حيوانات لاسيما الحصان البربري رمز مملكة نوميديا في حركات مختلفة كونه يحمل عند النوميديون دلالة واقعية حيث كان أشهر الحيوانات عندهم وكانوا فرسان مشهورين.
وكانت الكتابة على القطع النقدية اللغة البونيقية وفي شكل عبارات كاملة ومختصرة فيما أن العملات الموريطانيا القيصرية مكتوبة باللاتينية وتحمل العبارة الكاملة على النمط الروماني مثل عملة يوبا الثاني وابنه بطليموس.
وكانت تصك القطع النقدية النوميدية من الرصاص والبرونز والنحاس والفضة ولم تكن يقتصر تداولها في الداخل وإنما للتبادل التجاري بحيث تعدى استعمالها خارج نوميديا مما يدل على ازدهار وقوة العملات النوميدية حسب الشروحات المقدمة.
ويتضمن هذه العملات النقدية قطعة نقدية برونزية تحمل على وجهها اسم مدينة سيرتا (قسنطينة حاليا) وكانت عاصمة نوميديا الكبرى وعلى ظهرها اللغة البونيقية حيث تعتبر هذه العملة الوحيدة ضمن المجموعة «النقود النوميدية» حيث أن «العملات النوميدية» كانت تصك باسم المدن أيضا في عهدي ماسينيسا وسيفاكس.

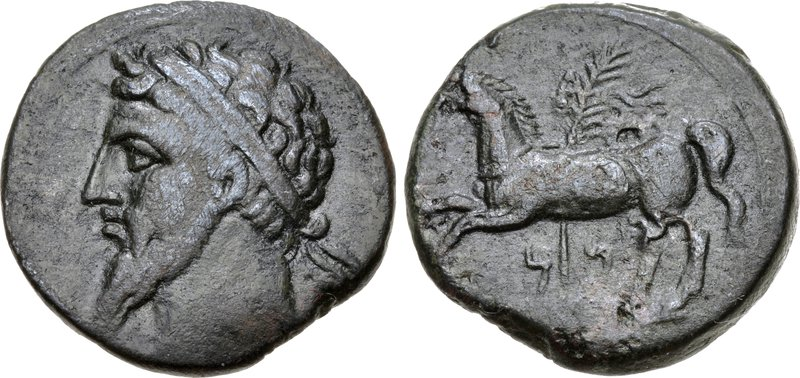
عملة نقدية نوميدية للملك ماسينيسا
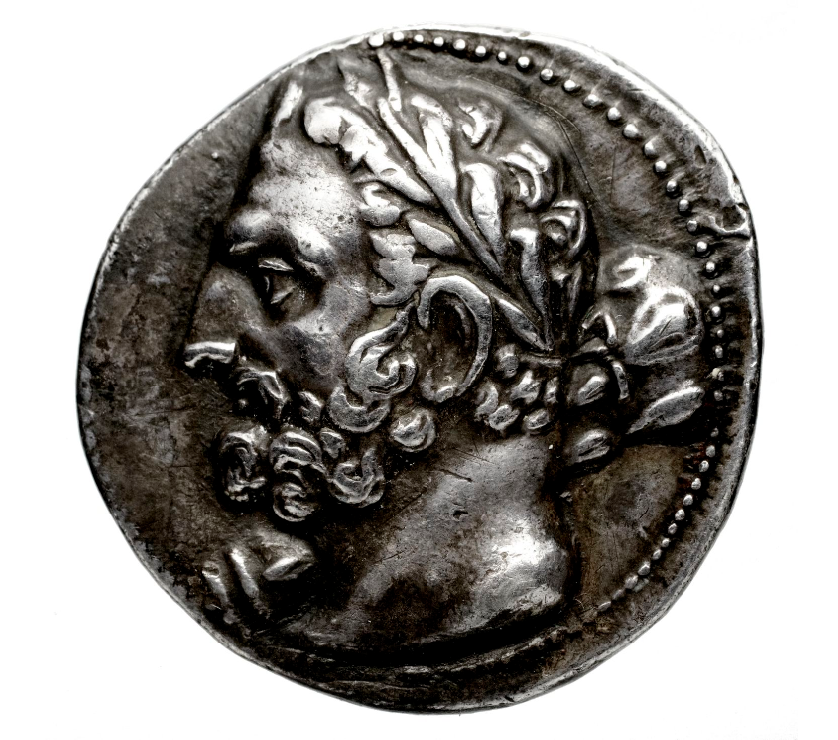
عملة نقدية للملك ميسيبسا
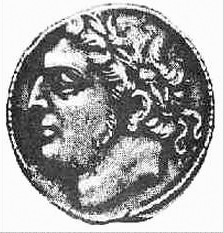
عملة نقدية يوغرطة
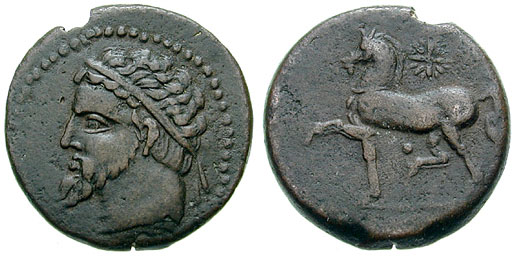
عملة نقدية عزربعل النوميدي
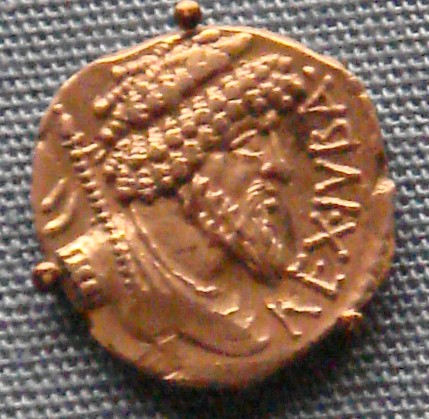
عملة نقدية لملك يوبا الأول